# Lijst van beschermd erfgoed in Oupeye
Onderstaande tabel geeft een overzicht van de beschermde erfgoederen in de gemeente Oupeye. Het beschermd erfgoed maakt onderdeel uit van het cultureel erfgoed in België.
| Object | Bouwjaar/architect | Deelgemeente            | Adres            | Coördinaten                   | Nummer?                | Afbeelding |
| --- | ------------------ | ----------------------- | ---------------- | ----------------------------- | ---------------------- | --- |
| De eikeboom "Chenay" te "Dolhenchamps" |                    |                         |                  | 50° 42' 34" NB, 5° 38' 12" OL | 62079-CLT-0001-01 Info | De eikeboom "Chenay" te "Dolhenchamps" |
| De overblijfselen van militaire architectuur, inclusief de arcade die toegang tot de kerk van Saint-Hubert geeft en de oude begraafplaats te Haccourt. Het standbeeld van het Heilige hart (Sacré-choeur) en de vazen, die werden geplaatst zonder officiële toestemming, niet meegerekend |                    | Haccourt                |                  | 50° 44' 1" NB, 5° 39' 60" OL  | 62079-CLT-0003-01 Info | De overblijfselen van militaire architectuur, inclusief de arcade die toegang tot de kerk van Saint-Hubert geeft en de oude begraafplaats te Haccourt. Het standbeeld van het Heilige hart (Sacré-choeur) en de vazen, die werden geplaatst zonder officiële toestemming, niet meegerekend |
| De archeologische site van de romeinse villa te Haccourt: bad-installatie en kleine kruisvormige kelder, het plein Père Pire (M) en het deel van de weide dat nodig is voor de verdere uitgraving van de archeologische overblijfselen van de Romeinse villa (S)                           |                    | Haccourt                |                  | 50° 43' 49" NB, 5° 39' 57" OL | 62079-CLT-0004-01 Info | |
| De kerk van Saint-Lambert |                    | Hermalle-sous-Argenteau |                  | 50° 42' 38" NB, 5° 40' 51" OL | 62079-CLT-0006-01 Info | De kerk van Saint-Lambert |
| De kapel van Notre-Dame de Bon Secours en haar omgeving (+ VISE/Visé) |                    | Hermalle-sous-Argenteau |                  | 50° 43' 56" NB, 5° 41' 11" OL | 62079-CLT-0007-01 Info | De kapel van Notre-Dame de Bon Secours en haar omgeving (+ VISE/Visé) |
| Boerderij "Christophe": De hoofdgevels (noord- en zuid), het zadeldak aan de oostkant (M) en een beschermingszone eromheen (ZP) |                    | Vivegnis                | rue Fût Voie, 77 | 50° 42' 9" NB, 5° 39' 37" OL  | 62079-CLT-0008-01 Info | Boerderij "Christophe": De hoofdgevels (noord- en zuid), het zadeldak aan de oostkant (M) en een beschermingszone eromheen (ZP) |